# Вулиця Василя Стефаника (Київ)
Ву́лиця Василя́ Стефа́ника — вулиця у Святошинському районі м. Києва, місцевість Новобіличі. Пролягає від вулиці Олега Мудрака до Олевської вулиці.
Прилучаються вулиці Рахманінова та Клавдіївська.

## Історія
Виникла у 1950-х роках під назвою 404-та Нова вулиця. 1955 року отримала назву вулиця Гаршина, на честь російського письменника Всеволода Гаршина.
Сучасна назва на честь українського письменника та політика Василя Стефаника — з 2022 року.
До кінця 1980-х років на Микільській слобідці (Дніпровський район) існувала вулиця Стефаника, що набула цю назву 1952 року.